# 社会控制
社會控制（Social control），社會學術語，意指通過社會機制或是政治過程來規範個人及團體行為，這個過程被稱為社會控制。社會、國家、或特定的社會群體可以利用社會控制來凝聚共識，以及鞏固統治的力量。
在二十世紀初期形成的社會控制理論，主要的研究對象就是正式或非正式的社會控制力量，如何在不同領域中運作。

## 社会控制体系

### 社会控制手段

#### 制度控制
制度控制手段是以社会的名义制定的相关行为准则，针对全社会的成员（社会个体、社会群体和社会组织）的行为进行调节和制约的过程。具体形式有国家机器、法律典章等。

#### 组织控制
组织控制手段是指某一社会组织，运用组织自身的指令、规章对其内部成员（亚组织）的行为进行指導和约束的过程。具体形式如宪章、党章、公约等。

#### 文化控制
文化控制手段指人类在长期的共同生活中创建了为社会中大部分成员所共同遵守的社会价值观念及社会行为准则，并以此对社会中的成员进行控制的方式。它是制度控制和组织控制的重要补充。具体的形式包括：宗教、信仰、伦理道德（例如道德綁架）、风俗习惯、语言文字和社会舆论。

### 书籍
1. 郑杭生，社会学概论新修，中国人民大学出版社，2013，ISBN：7300172105。